# Ferrovia Soletta-Moutier
La ferrovia Soletta-Moutier (nota anche come Weissensteinbahn) è una linea ferroviaria a scartamento normale della Svizzera.

## Storia
Sin dal 1844 si ebbero proposte per un collegamento tra la valle della Birsa e il nodo ferroviario di Soletta tramite un traforo sotto il Weissenstein; la prima concessione per una linea tra Soletta e Moutier risale al 1889.
Nel 1899 si costituì a Soletta la società Solothurn-Münster-Bahn (SMB) per la costruzione e l'esercizio della ferrovia, alla quale venne trasferita la concessione.
I lavori, per motivi finanziari, iniziarono solo nel 1903, e la linea fu aperta al servizio il 1º agosto 1908 (con dieci mesi di ritardo rispetto a quanto programmato, sia per motivi finanziari che a causa di inconvenienti occorsi nella realizzazione della galleria del Weissenstein); l'esercizio fu affidato, con contratto stipulato nel 1907, alla Emmenthalbahn-Gesellschaft (EB), concessionaria della vicina ferrovia Soletta-Langnau (dopo che le Ferrovie Federali Svizzere avevano rifiutato di assumere l'esercizio della linea). Il 2 ottobre 1932 la linea venne elettrificata (con costi per metà a carico della Confederazione e per il resto a carico dei cantoni e dei comuni interessati), contemporaneamente alla tratta Soletta-Burgdorf della EB.
L'assemblea dei soci della SMB del 16 giugno 1997 decise la fusione della società (con effetto dal 1º gennaio 1997) con la Emmental-Burgdorf-Thun-Bahn (EBT, nata nel 1942 dalla fusione della EB con la Burgdorf-Thun-Bahn) e la Vereinigten Huttwil-Bahnen (VHB) nella Regionalverkehr Mittelland (RM). EBT, SMB e VHB collaboravano già da decenni per la gestione delle rispettive linee sociali.
Nel 2006 la RM si è a sua volta fusa con la BLS Lötschbergbahn nella BLS AG.
Dal cambio d'orario del dicembre 2010 i convogli passeggeri sulla linea sono effettuati dalle Ferrovie Federali Svizzere.

## Caratteristiche
La linea, a scartamento normale, è lunga 23,05 km. La linea è elettrificata a corrente alternata monofase con la tensione di 15000 V alla frequenza di 16,7 Hz; la pendenza massima è del 28 per mille e il raggio di curva minimo è 260 metri. È a doppio binario tra Soletta e Soletta West.

### Percorso
|  |  | Continuation backward |

|  | Unknown route-map component "tCONTgq" | Unknown route-map component "KRZt" | Unknown route-map component "STR+r" + Unknown route-map component "PORTALr" |  |

|  |  | Unknown route-map component "ABZg+l" | One way rightward |  |

|  |  | Station on track |

|  |  | Unknown route-map component "ABZgl" | Unknown route-map component "CONTfq" |  |

|  |  | Stop on track |

|  |  | Station on track |

|  |  | Stop on track |

|  | Unknown route-map component "dRP2q" | Unknown route-map component "SKRZ-G2o" | Unknown route-map component "dRP2q" |  |

|  |  | Stop on track |

|  |  | Station on track + Unknown route-map component "PORTALf" |

|  |  | Unknown route-map component "tSTR" |

|  |  | Station on track + Unknown route-map component "PORTALg" |

|  |  | Stop on track |

|  |  | Station on track |

|  |  | Unknown route-map component "hSTRae" |

|  |  | Station on track |

|  | Unknown route-map component "CONTgq" | Unknown route-map component "ABZg+r" |  |  |

|  |  | Station on track |

| 0,00  |
| 74,78 |

|  |  | Unknown route-map component "hKRZWae" |

| Unknown route-map component "exCONTgq" | Unknown route-map component "xABZq+l" | Unknown route-map component "ABZg+r" |  |  |

| Unknown route-map component "CONTgq" | One way rightward | Straight track |  |  |

|  |  | Straight track | Unknown route-map component "STR+l" | Unknown route-map component "CONTfq" |

|  | Unknown route-map component "KBHFa-L" | Unknown route-map component "BHF-R" | End station |  |

| Unknown route-map component "CONTgq" | One way rightward | Straight track |  |  |

|  | Unknown route-map component "CONTgq" | Unknown route-map component "ABZgr" |  |  |

|  |  | Continuation forward |

La linea parte dalla stazione di Soletta. Attraversato il fiume Aar si tocca Langendorf, quindi Lommiswil e Oberdorf. Uscita dalla stazione di Oberdorf la linea attraversa con una galleria lunga 3,7 km il Weissenstein, quindi raggiunge Gänsbrunnen. Attraversato il confine tra il canton Soletta e il canton Berna la ferrovia serve Corcelles, Crémines e Grandval prima di raggiungere Moutier, stazione capolinea della linea per Sonceboz-Sombeval e servita anche dalla ferrovia Basilea-Bienne.

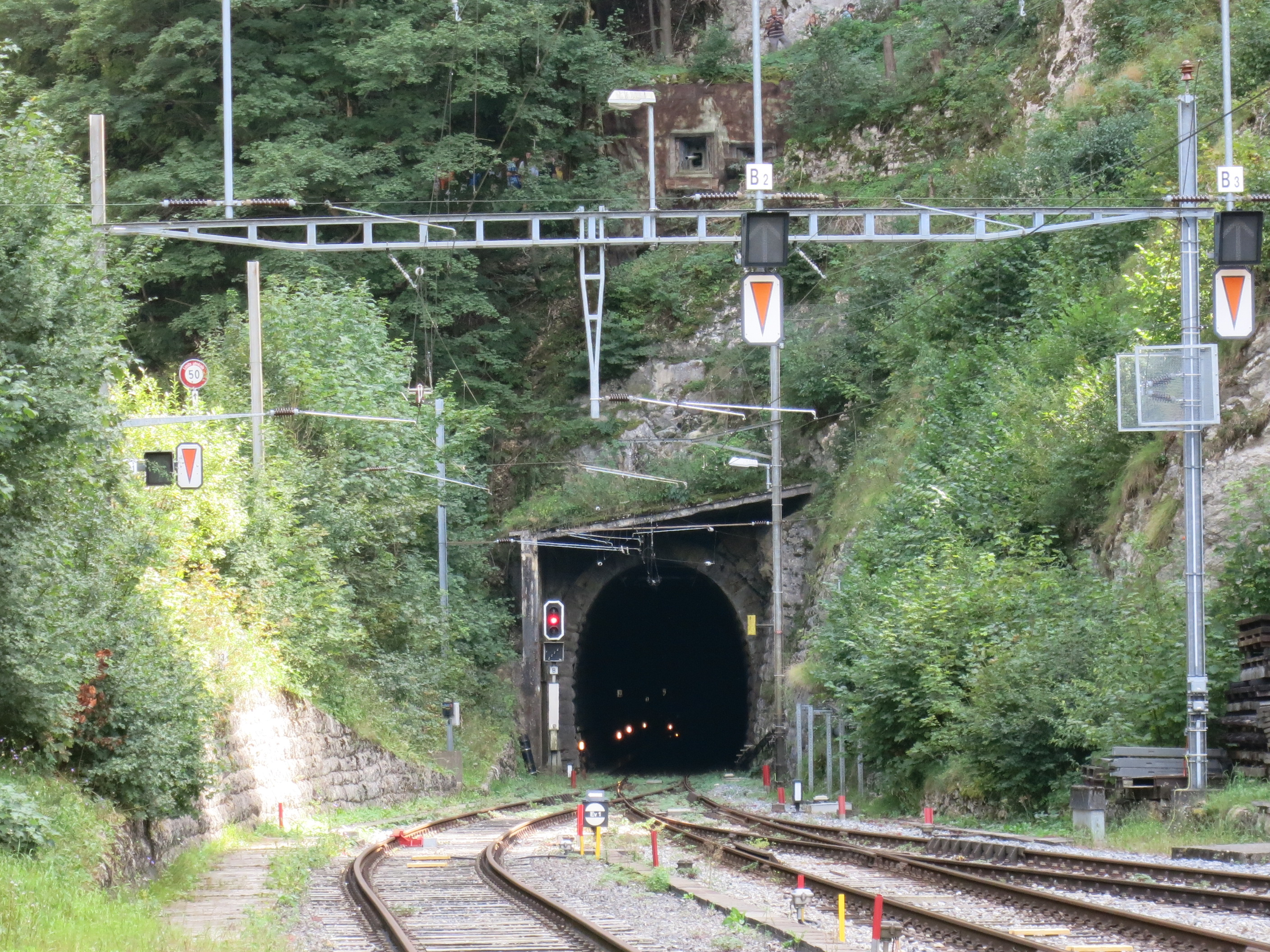
L'imbocco della galleria del Weissenstein dalla stazione di Gänsbrunnen